# バーンデン・パークの惨事
バーンデン・パークの惨事（英語: Burnden Park disaster）は、1946年3月9日にイングランド北西部のグレーター・マンチェスター州ボルトンにあるバーンデン・パークで行われたFAカップ6回戦第2戦、 ボルトン・ワンダラーズFC対ストーク・シティFC戦で発生した群集事故である。この事故により33人が死亡し、400人または500人以上が負傷した。

## 背景

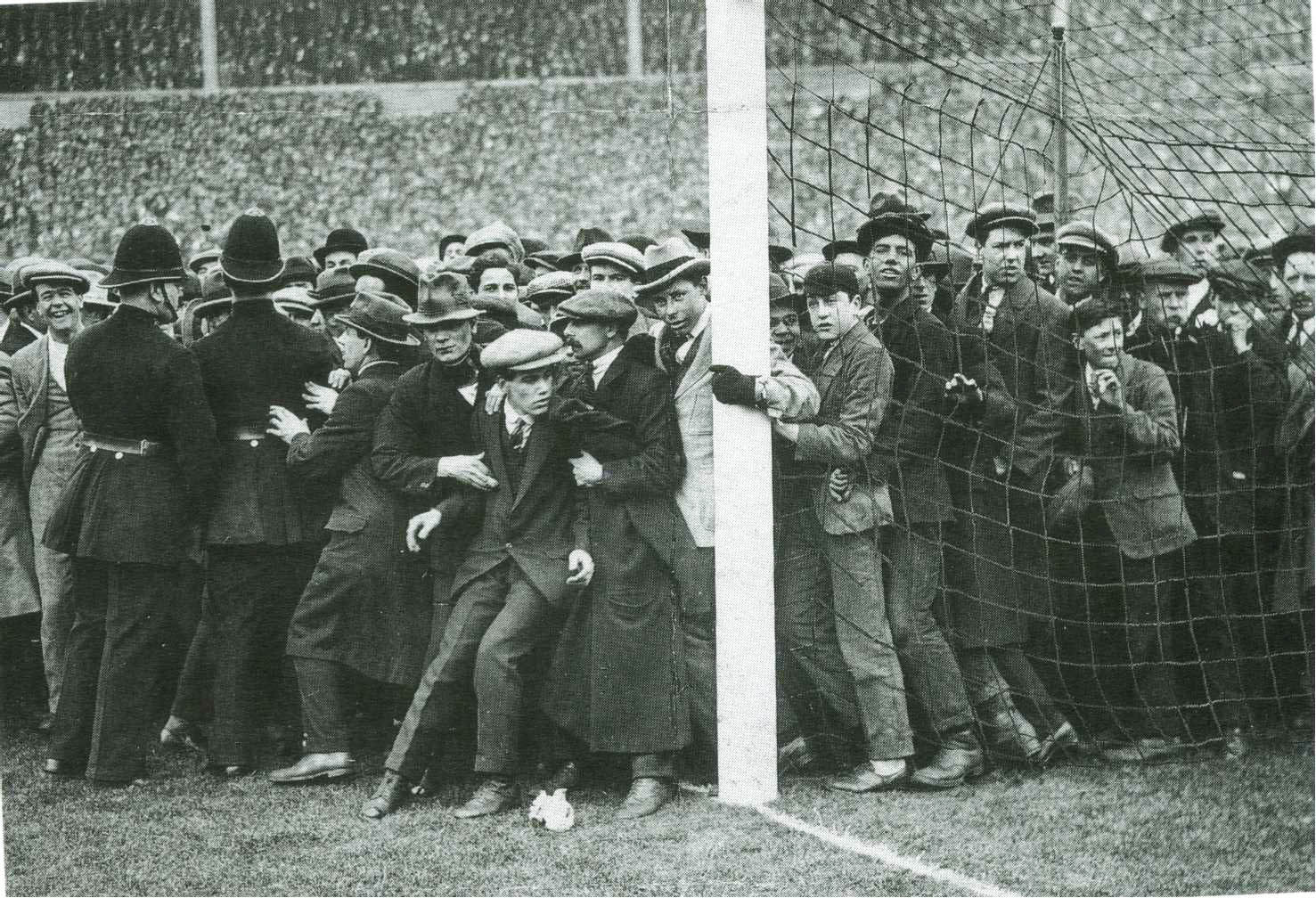
1923年のFAカップ決勝での混乱

第二次世界大戦前のイングランドでは、人気のあるサッカーの試合にはスタジアムの収容人数を大幅に上回る観客が押し寄せた。こうした観客の中には運営側が入場制限の措置を採ってもなお、柵を乗り越えたり入場口を破壊して侵入し、スタジアムの屋根に上るなどの強引な手段で観戦を試みる者もいた。時には群集の重圧に耐えかねてスタンドや屋根が崩壊することもあったが、この時代には一般的に観客の試合観戦時の安全性の問題について関心が払われてはいなかった。
こうした観客によるトラブルとしては、1923年4月28日にウェンブリー・スタジアムで行われた1923 FAカップ決勝において、12万7千人収容のスタジアムに30万人近い観客がピッチにまで押し寄せ、群衆整理の騎馬警官と観客がピッチで対峙する中で試合を行った事例がある。白馬に騎乗した一人の警官が群集を鎮めた逸話にちなんで「ホワイト・ホース・ファイナル」と呼ばれるこの試合の混乱において、1千人以上の負傷者を出した。
1939年に第二次世界大戦が勃発すると、イングランドのサッカー界を統括するフットボール・アソシエーション (FA) は、ただちに全国規模のリーグ戦とカップ戦を中止し、各地域ごとのリーグ戦に限定する措置を下した。FAの決定の背景には第一次世界大戦の戦時中にプロリーグを継続して実施していたところ、政府から批判を受け、戦線がこう着状態にあることを受けてリーグ戦を中止させた経緯があった。そのため、戦争状態に突入した際には全国規模の大会を取りやめ、地域リーグに限定する規定を設けていたが、開戦に伴い選手の多くは軍に徴用され、空襲の被害を受けやすい地域でのリーグ戦は観客数を8,000人に制限していた。
戦後の荒廃した社会情勢と多くの国民が娯楽の手段を持たない中、リーグ戦とカップ戦の再開に伴いイングランドでのサッカー人気は高まり、1部リーグのクラブだけでなく3部リーグに所属するような小規模のクラブの試合にも2万5千人近い観客が詰めかけた。戦後、かつての「ホワイト・ホース・ファイナル」と類似した小規模なトラブルが発生したが、死者を出すほどの惨事には至らなかった。

## 経緯
ボルトン・ワンダラーズは第二次世界大戦前の1920年代にFAカップを3度制した経験のある強豪であるのに対し、ストーク・シティは優勝経験はないもののスタンリー・マシューズというスター選手を擁していた。1946年3月2日に行われた第1戦ではボルトンが2-0とストークに勝利したが、マシューズのプレーを観戦しようと第2戦には遠方から多くの人々がスタジアムに訪れていた。
試合会場となったバーンデン・パークは1895年8月に開場された7万人の収容能力をもつスタジアムである。同スタジアムの公式最多入場者記録は1933年2月18日に行われたボルトン・ワンダラーズFC対マンチェスター・シティFC戦で記録した69,912人であり、1945-46シーズンの最多入場者記録は43,000人だった。13時にスタジアムが開場されると、数万人の観客がゴール裏の立見席へと進んだ。試合開始まで45分に迫った14時15分の時点で立見席は全く身動きのとれない状態となっていたが、スタジアムの場外は依然として入場することを望む人々で溢れていた。試合当日には無線通信は配備されておらず、場内と場外の警備が相互の情報交換を行うことは困難だった。
事故現場となった北側のゴール裏立見席の「レイルウェイ・エンド」は約28,000人の収容能力を持つが、バックスタンド側のスタンドの一部は戦時中に軍需省によって物資収容施設として接収され、試合時にも返還が行われていなかったため、 2,789人分のスペースを使用することが出来なかった。また、「レイルウェイ・エンド」にはバックスタンド側に面した東側とメインスタンド側に面した西側の2つの入場口が存在したが、東側入場口は1940年に閉鎖されていたため、マンチェスター通りに面した西側の入場口から入場するほかなかった。そのため、西側入場口にほど近い北西部のスタンドで群集の流れが滞留し、過密状態に陥っていた。試合開始時点で収容能力を上回る85,000人の観客を収容していたと推定されている。
試合開始から12分が経過した際、超満員の群集の圧力によりスタンドの最前部にいた観客が押し出され煉瓦製の壁が崩壊した。この直後に群集雪崩が発生し、33人が死亡し500人以上が負傷するという、当時のイギリススポーツ史上最大の惨事となった。事故発生により主審は警察の要請に従って試合を中断して全選手を控え室へと引き揚げさせると、この間に負傷者の救助活動が執り行われた。試合は26分間に渡って中断された後に再開され、0-0のスコアで引分け。2試合合計2-0のスコアでボルトンがストークを下し準決勝に進出した。

## 試合
| 1946年3月9日 15:00 (UTC) |

| ボルトン・ワンダラーズ | 0 - 0 | ストーク・シティ |
|                        |       |                  |

| バーンデン・パーク 観客数: 85,000人 |

|  |  |  |

## 対応
3月22日、ジェームズ・チューター・イード内務大臣によりモールウィン・ヒューズ裁判官を委員長とする事故調査委員会を設立。同委員会の提出した報告書では「スタジアムの安全性確保のための観客数の制限」、「入場者の機械的な計測に基づく群集制御と管理調整」、「各地方自治体の審査に基づきスタジアムに資格交付を行う」などの条項を勧告する内容となった。報告書に基づいたイギリス政府による安全規定の立法化は、戦争終結後の荒廃した国内の再建を優先させたために見送られ、FAは安全上の問題を各クラブの自主規制に委ねることとした。
事故から20年が経過し、観客数の減少とスタジアムへの限られた投資により安全性の問題はわずかながら改善したが、観客数の減少はフーリガニズムの台頭により、群集管理上の新たな問題に直面したことを意味していた。一方、イギリス政府は1971年1月2日にスコットランドのグラスゴーで発生した群集事故（アイブロックスの惨事）により抜本的な対策の必要性に迫られた。1975年にスポーツ競技場安全法が採択され、事故防止に向けた公式入場者数を削減する条件が適用された。